# Kapteyns Stern
Kapteyns Stern ist ein sonnennaher Stern der Klasse der roten Unterzwerge in 12,8 Lichtjahren Entfernung. Seine Masse beträgt etwa 30 % der Sonnenmasse und seine Größe knapp 3 Jupiterdurchmesser. Seine Leuchtkraft erreicht etwa ein Tausendstel der Sonnenleuchtkraft. Der Stern befindet sich im Sternbild Maler (Pictor) und ist als lichtschwaches Objekt nur im Teleskop sichtbar. Infolge seiner Lage am Südhimmel kann er erst südlich von 45 Grad nördlicher Breite beobachtet werden. Das Alter des Sternes wird auf mehr als 10 Milliarden Jahre geschätzt.
Der Himmelskörper gilt als erdnächstes Objekt des seltenen Typs der Halosterne und weicht somit stark von der üblichen Sternbewegungsrichtung ab: Er bewegt sich rückläufig in einer unregelmäßigen, elliptischen Bahn um die Milchstraße. Dies erklärt auch seine sehr hohe Eigenbewegung, die zweitgrößte nach Barnards Pfeilstern – er zählt zu den Schnellläufern. Am Firmament läuft die Bewegung nach Südosten, damit wird die Entfernung zum Sonnensystem stetig größer.

## Entdeckung

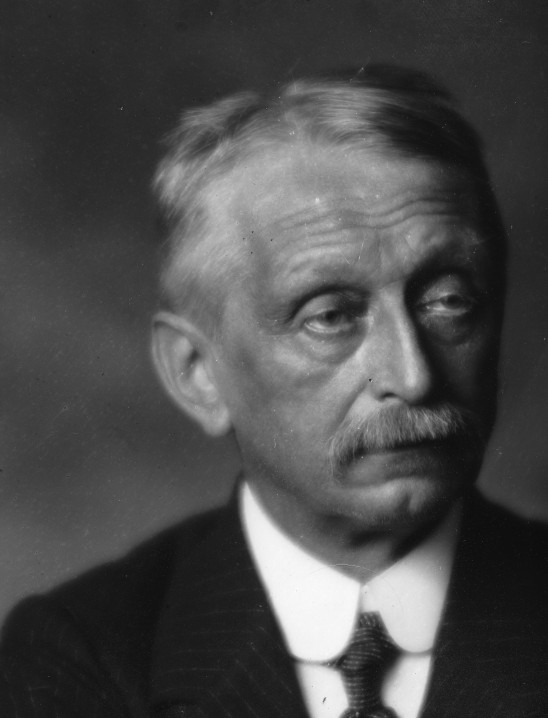
Entdecker Jacobus Cornelius Kapteyn

Kapteyns Stern wurde 1897 vom niederländischen Astronomen Jacobus C. Kapteyn fotometrisch entdeckt. Die Fotoplatten wurden am Kap der Guten Hoffnung im Royal Observatory von David Gill aufgenommen und dienten der systematischen Erstellung eines Sternkataloges (Cape Photographic Durchmusterung). Zum Zeitpunkt seiner Entdeckung besaß Kapteyns Stern die größte Eigenbewegung unter allen Sternen und löste damit den damaligen Rekordhalter Groombridge 1830 ab. Mit der Entdeckung von Barnards Stern 1916 wurde er in dieser Position abgelöst.

## Kosmische Umgebung und Herkunft
Der Himmelskörper gehört zu den 30 sonnennächsten Sternen. Der dem Kapteyns Stern nächste Himmelskörper in einer Entfernung von knapp 4 Lichtjahren, ist der rote Unterzwerg LHS 1565 / GJ 1061; weitere sind Sirius in 6,5 und Epsilon Eridani in 7,5 Lichtjahren Entfernung.
Nach aktuellen Erkenntnissen stammt der Himmelskörper und weitere Sterne der sogenannten Kapteynschen Bewegungsgruppe aus einer sphärischen Zwerggalaxie, die vor Jahrmilliarden mit der Milchstraße verschmolzen ist. Die Sterne der Galaxie wurden zu einem Sternstrom, einer lang gestreckten Spur von Sternen mit ähnlicher Bewegung in der Milchstraße auseinandergezogen. Von der Zwerggalaxie blieb nur der kompakte Kern übrig, der heute den Kugelsternhaufen Omega Centauri darstellt.

## Spektrum
Der Stern gehört in die Spektralklasse M, deren Charakteristik eine starke Titanoxid (TiO)-Bande ist. Der Himmelskörper besitzt als eruptiv veränderlicher Stern ein variables Spektrum. Er gehört zum Typ der Flare-Sterne (UV-Ceti-Sterne). Eine Charakteristik dieses Sterntyps, den man bei sonnennahen, leuchtschwachen Sternen häufig findet, sind monumentale, unvorhersehbare Gaseruptionen an der Oberfläche, die kurzfristig die Leuchtkraft stark verändern. Die H-Linie liegt bei 656,8 nm. Die gegenüber dem Laborwert erhöhte Wellenlänge zeigt, dass sich das Objekt vom Sonnensystem wegbewegt (optischer Doppler-Effekt). Die Besonderheit in seinem Sternspektrum liegt in der relativen Verstärkung der Ca-I- und Cr-I-Linien relativ zur Stärke der TiO-Banden. Die Konzentration schwererer Elemente – seine Metallizität – ist im Vergleich zu sonnenähnlichen Sternen gering, innerhalb seiner Klasse aber normal. Aufgrund der relativen Nähe des Himmelskörpers und dem damit verbundenen guten Signal-Rausch-Verhältnis eröffnen die spektralen Beobachtungen auch Aussagen über eine Vielzahl ähnlicher, aber wesentlich weiter entfernter und dadurch schlechter der Analyse zugänglicher Sterne.

## Planeten
Anfang Juni 2014 wurde bekannt, dass ein internationales Astronomen-Team zwei Planeten mit lebensfreundlichen Eigenschaften entdeckt hat, die um Kapteyns Stern kreisen. Der innere Planet, Kapteyn b, umkreist den Stern in 48 Tagen und hat vermutlich die fünffache Masse der Erde. Auf seiner Oberfläche könnte Wasser in flüssiger Form vorhanden sein. Kapteyn c hat eine Umlaufzeit von 121 Tagen, ist wahrscheinlich schwerer und vermutlich zu kalt für flüssiges Wasser. Die Entdeckungen wurde mit Hilfe von Daten des High-Accuracy-Radial-velocity-Planet-Searcher-Spektrometers der europäischen Südsternwarte in Chile, des Keck-Observatoriums auf Hawaii und des chilenischen Las-Campanas-Observatoriums gemacht.